# Трештина
Трештина (чеш. Třeština) је насељено мјесто са административним статусом сеоске општине (чеш. obec) у округу Шумперк, у Оломоуцком крају, Чешка Република.

## Становништво
Према подацима о броју становника из 2014. године насеље је имало 389 становника.